# Kostel svatého Vavřince (Tatobity)
Římskokatolický farní kostel svatého Vavřince v Tatobitech je barokní sakrální stavba stojící v obci při silnici na hřbitově.

## Historie

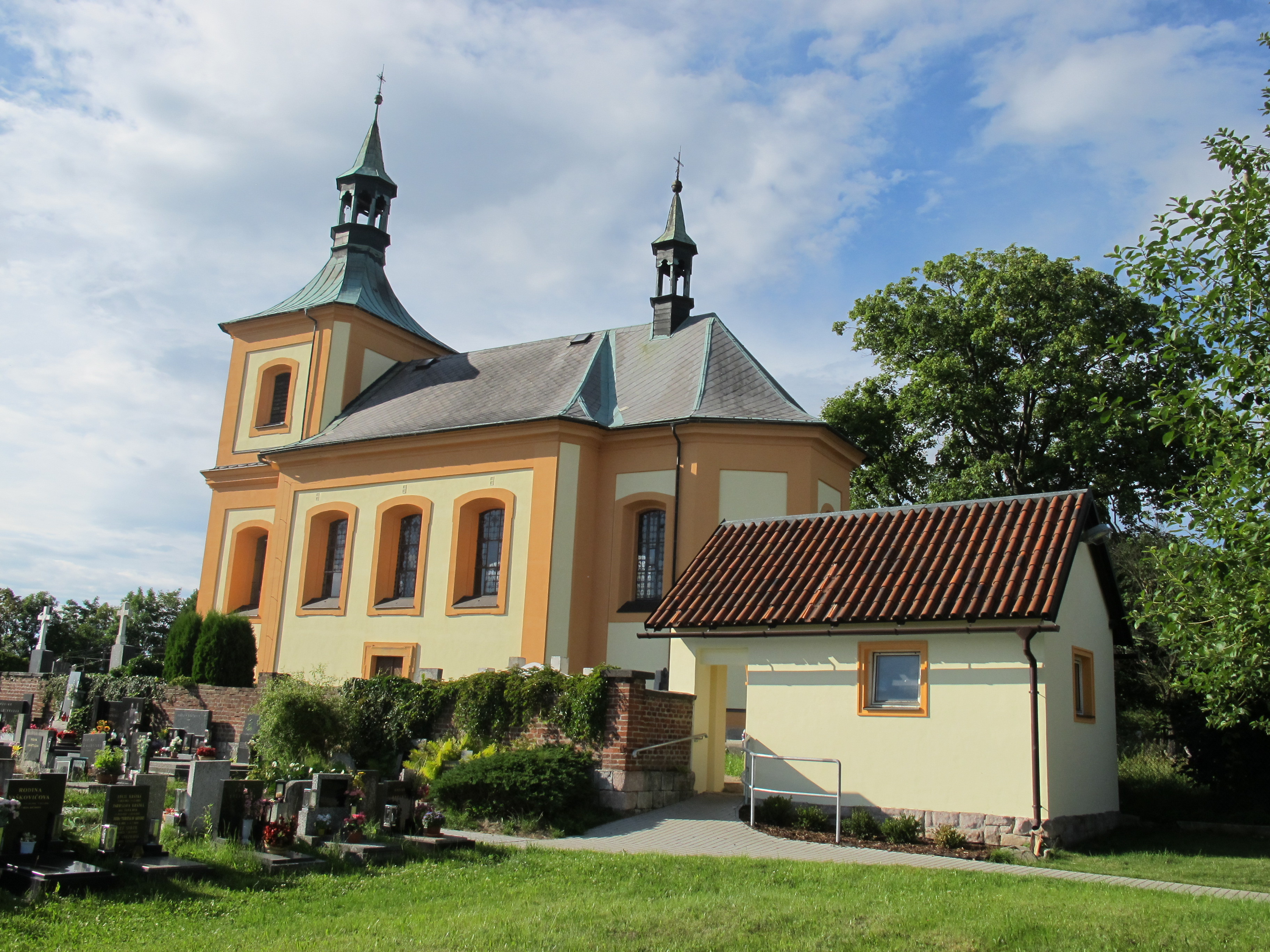
Tatobitský kostel a hřbitov

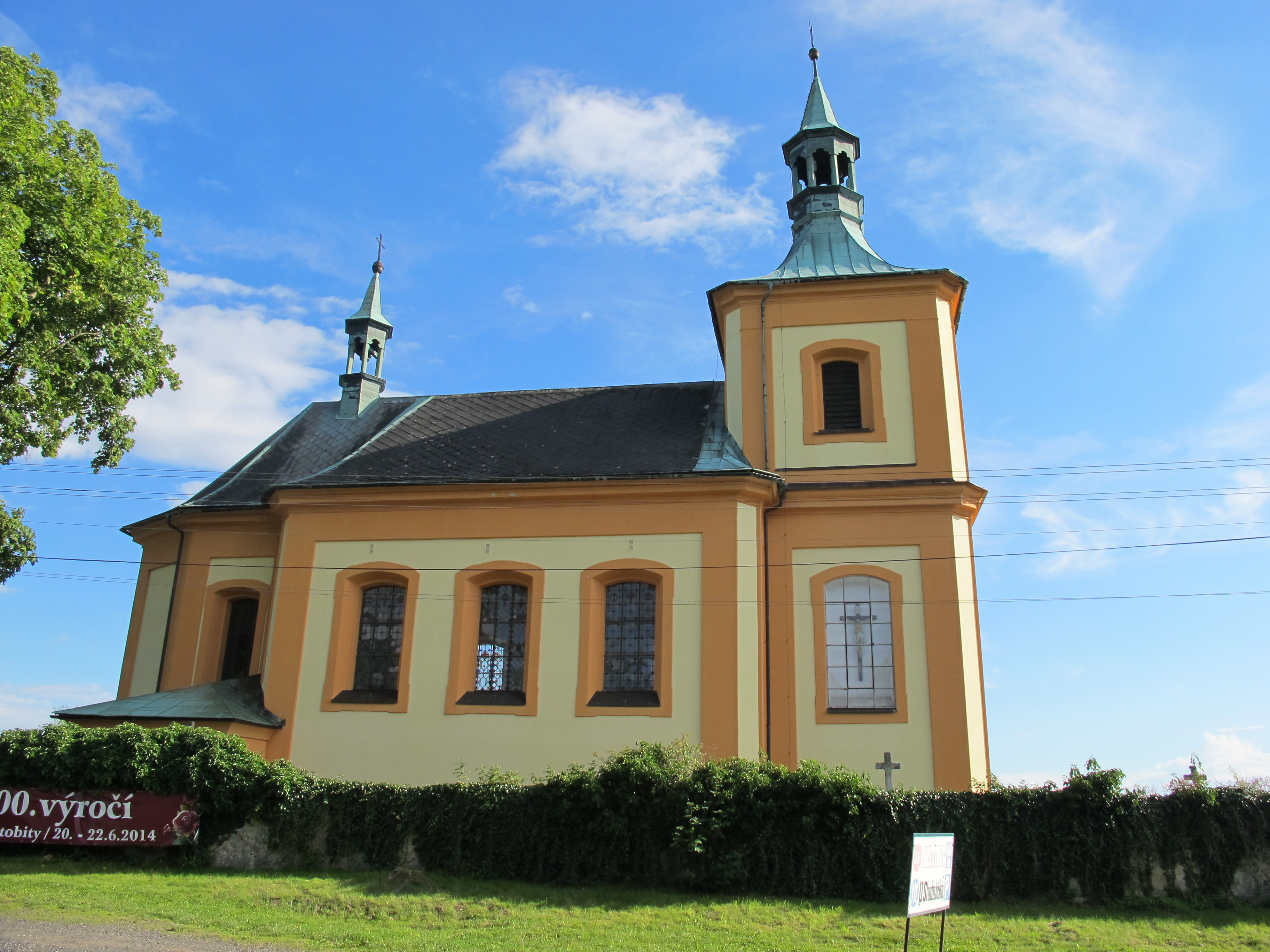
Kostel v Tatobitech z boku

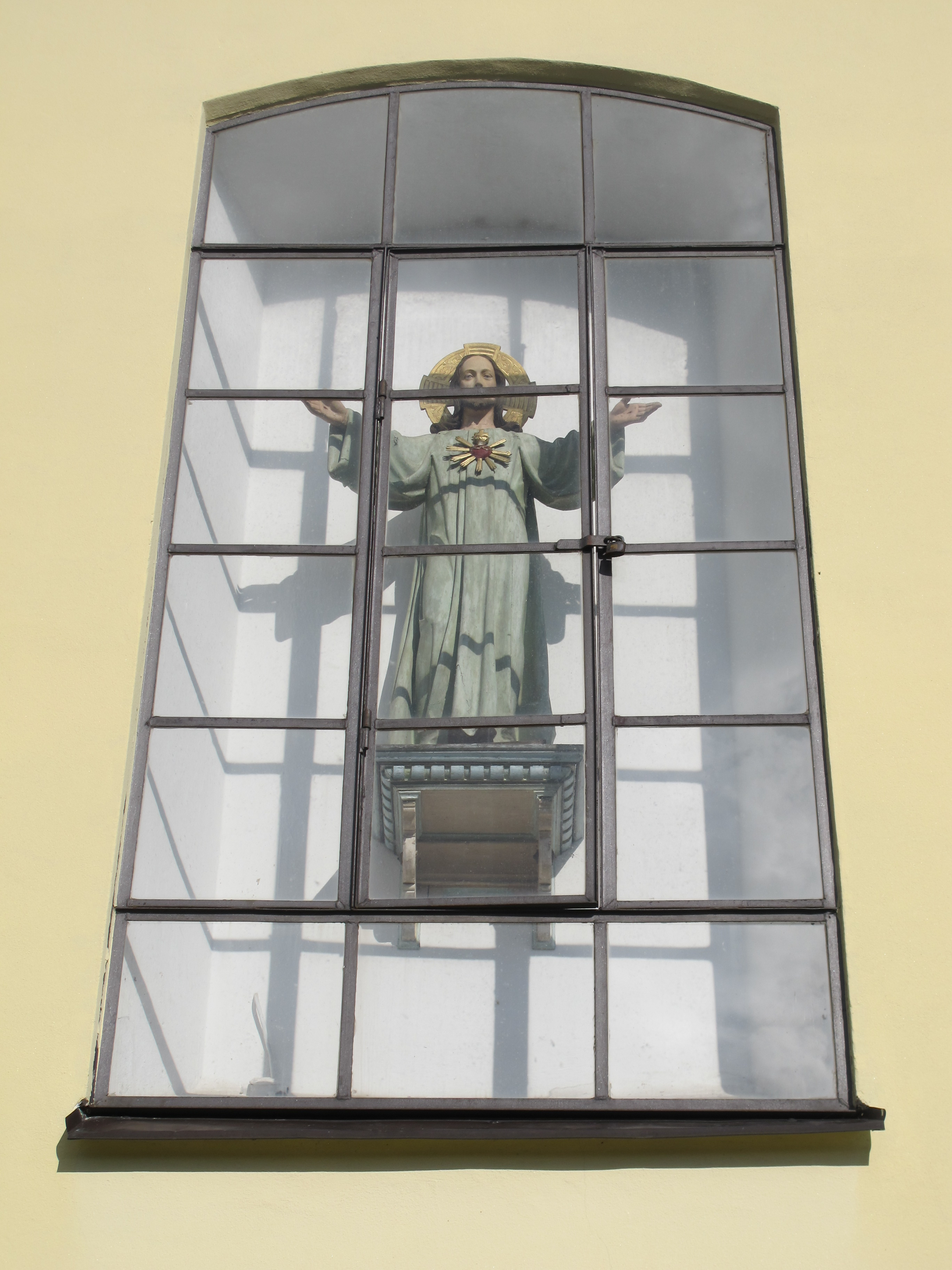
Socha Nejsvětějšího Srdce Ježížova na tatobitském kostele

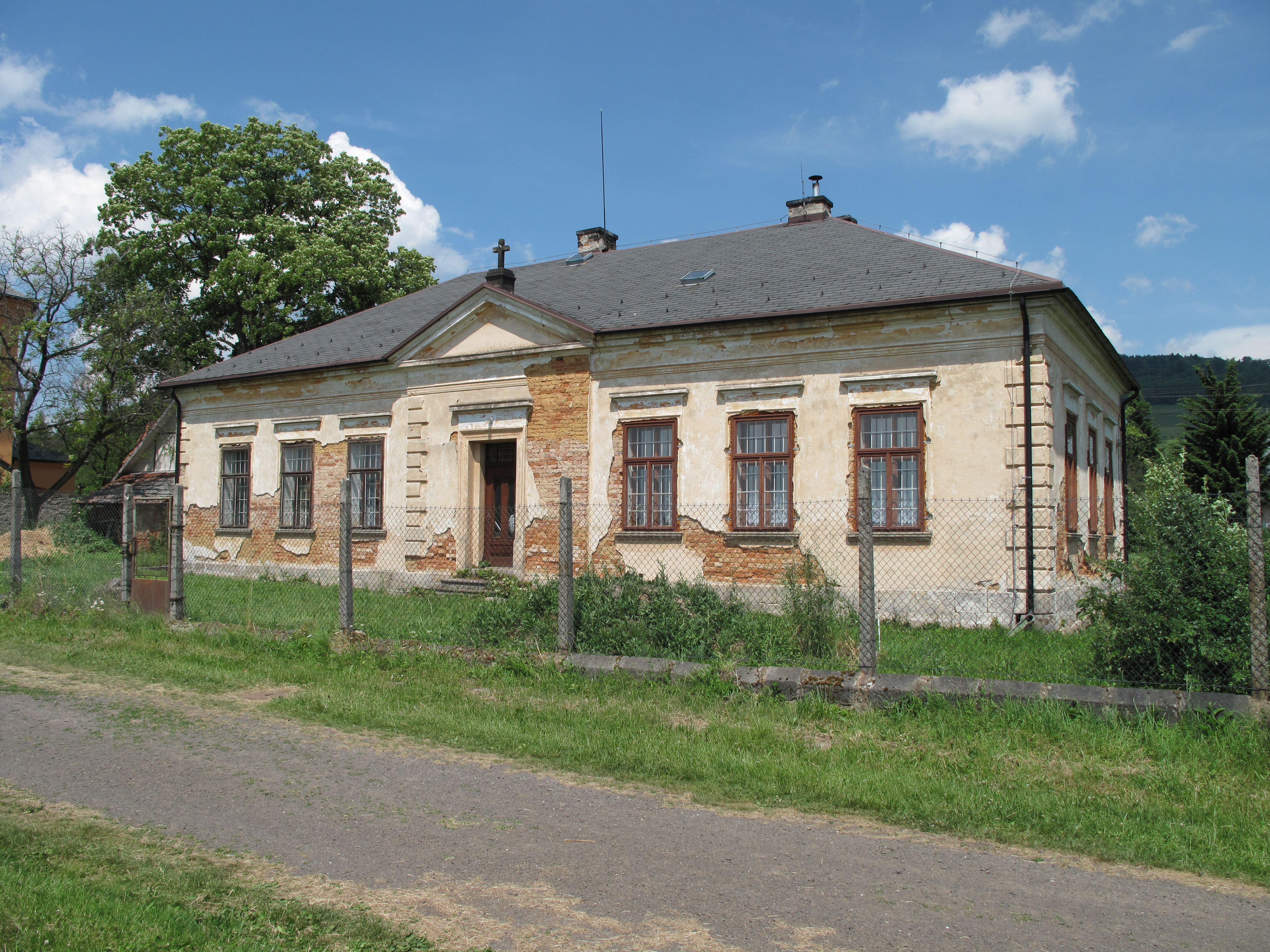
Fara v Tatobitech

Na místě starší stavby (snad dřevěné) byl postaven v letech 1714–1750 barokní jednolodní kostel s věží v ose západního průčelí. Obklopuje ho funkční hřbitov s řadou pozoruhodných náhrobků z 19.–20. století. Opravu zanedbaného kostela financovala roku 2001 nadace B. J. Horáčka, rodáka z nedalekých Radvánovic.

## Architektura
Jedná se o jednolodní stavbu s trojboce uzavřeným presbytářem a se sakristií po severní straně. Na západním průčelím se nachází hranolová věž. Vnějšek kostela je bez výrazného členění.
V presbytáři je valená klenba s výsečemi. V lodi je plochý strop na fabionu.

## Zařízení
Hlavní oltář je vybaven sochami sv. Jakuba, sv. Václava, sv. Barbory a sv. Kateřiny z 1. poloviny 18. století. Oltářní obraz je běžným dobovým dílem z období výstavby kostela. Dva barokní protějškové boční oltáříky pocházejí z konce 17. století. Jsou na nich novodobé obrazy. Z konce 17. století pochází i kazatelna s malovanými obrazy evangelistů a ornamentální výzdobou. Dřevěná křtitelnice má ornamentální řezby a pochází z období kolem roku 1800.

## Okolí kostela
Východně od kostela stojí bývalá fara z 19. století, dnes soukromý objekt. Za obcí se nachází socha Panny Marie od J. Zemana z roku 1820. Na návsi je kamenný kříž z roku 1776. Na hřbitově se nachází kamenný kříž od J. Zemana z roku 1860.